# کلندا، آنگولا
کلندا (به انگلیسی: Calonda) شهری در استان لوندای شمالی واقع در کشور آنگولا است که در سال ۲۰۰۹ میلادی ۳٬۹۴۴ نفر جمعیت داشته است.